# Modertrans Poznań

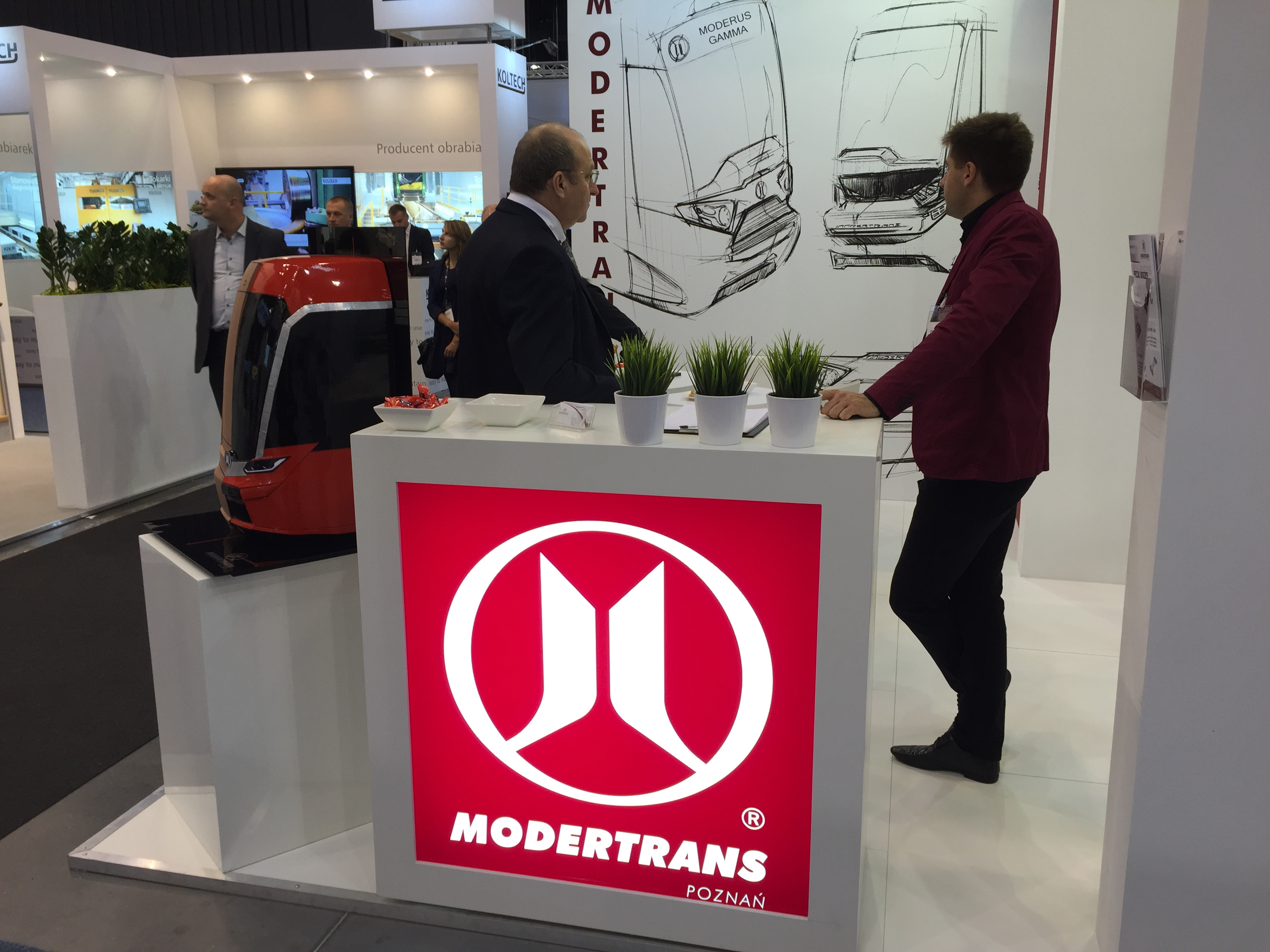
Messestand auf der Trako 2015

Die Modertrans Poznań Sp. z o.o. ist ein polnischer Schienenfahrzeughersteller. Modertrans ist eine Tochtergesellschaft der Verkehrsbetriebe MPK Poznań und hat sich auf die Entwicklung, Modernisierung, Produktion und Wartung von Straßenbahnen spezialisiert. Es werden auch Busse modernisiert und gewartet. Neben dem Hauptsitz in Poznań hat Modertrans auch einen Standort in Biskupice.

## Geschichte
Der Vorgänger von Modertrans entstand 1880 als Werkstatt für Pferdestraßenbahnen. Das heutige Unternehmen wurde Ende 2005 gegründet.
Die beiden Eigentümer MPK Poznań (84 %) und Stadt Poznań (16 %) sind derzeit auf der Suche nach einem Investor, der das Unternehmen ganz oder teilweise übernimmt. Als potentielle Käufer gelten die spanische CAF und die Schweizer Stadler Rail, die jeweils bereits in der Woiwodschaft Großpolen aktiv sind.
Die erste Lieferung in den deutschsprachigen Raum waren Mitte der 2020er Jahre vier Fahrzeuge des Typs Moderus Gamma LF 10 AC BD für die Straßenbahn Woltersdorf. 

## Produkte
An Straßenbahnen werden unter folgenden Produktlinien angeboten:
- Moderus Alfa (modernisierte 105N/Na)
- Moderus Beta
- Moderus Gamma

Außerdem ist Modertrans Hersteller für Drehgestelle in Normal- und in Meterspur.